# Tongi
Tongi (bengaleză টঙ্গী) este un oraș mare din Gazipur, Bangladesh, cu o populație de 350.000 de locuitori. Găzduiește Biswa Ijtema și are o zonă industrială BSCIC, care produce anual BDT 1500 crore de produse industriale, și marchează granița de nord a Dacca din 1786. Tongi Shahid Memorial School este locul înmormântării în masă a genocidului din Războiul de Eliberare din Bangladesh.

## Legături externe
- Gazipur District Commissioner's Official Website
- UNESCAP Publication on the Geographical Engineering possibilities of the Dhaka-Tongi area
- report on enhancing economic zones including the Tongi BSCIC zone by International Finance Corporation

1. ↑  Population and Housing Census 2011 - Volume 3: Urban Area Report (PDF), Bangladesh Bureau of Statistics, 2014